# Aucamville (Tarn-et-Garonne)
Aucamville település Franciaországban, Tarn-et-Garonne megyében. Lakosainak száma 1552 fő (2022. január 1.). Aucamville Savenès, Le Burgaud, Grenade, Saint-Cézert, Grisolles és Verdun-sur-Garonne községekkel határos.

## Népesség
A település népessége az elmúlt években az alábbi módon változott:
| Lakosok száma | 1137 | 1250 | 1366 | 1446 | 1484 | 1504 | 1531 | 1541 | 1552 |
|               | 2013 | 2015 | 2016 | 2017 | 2018 | 2019 | 2020 | 2021 | 2022 |

## Emlékművek

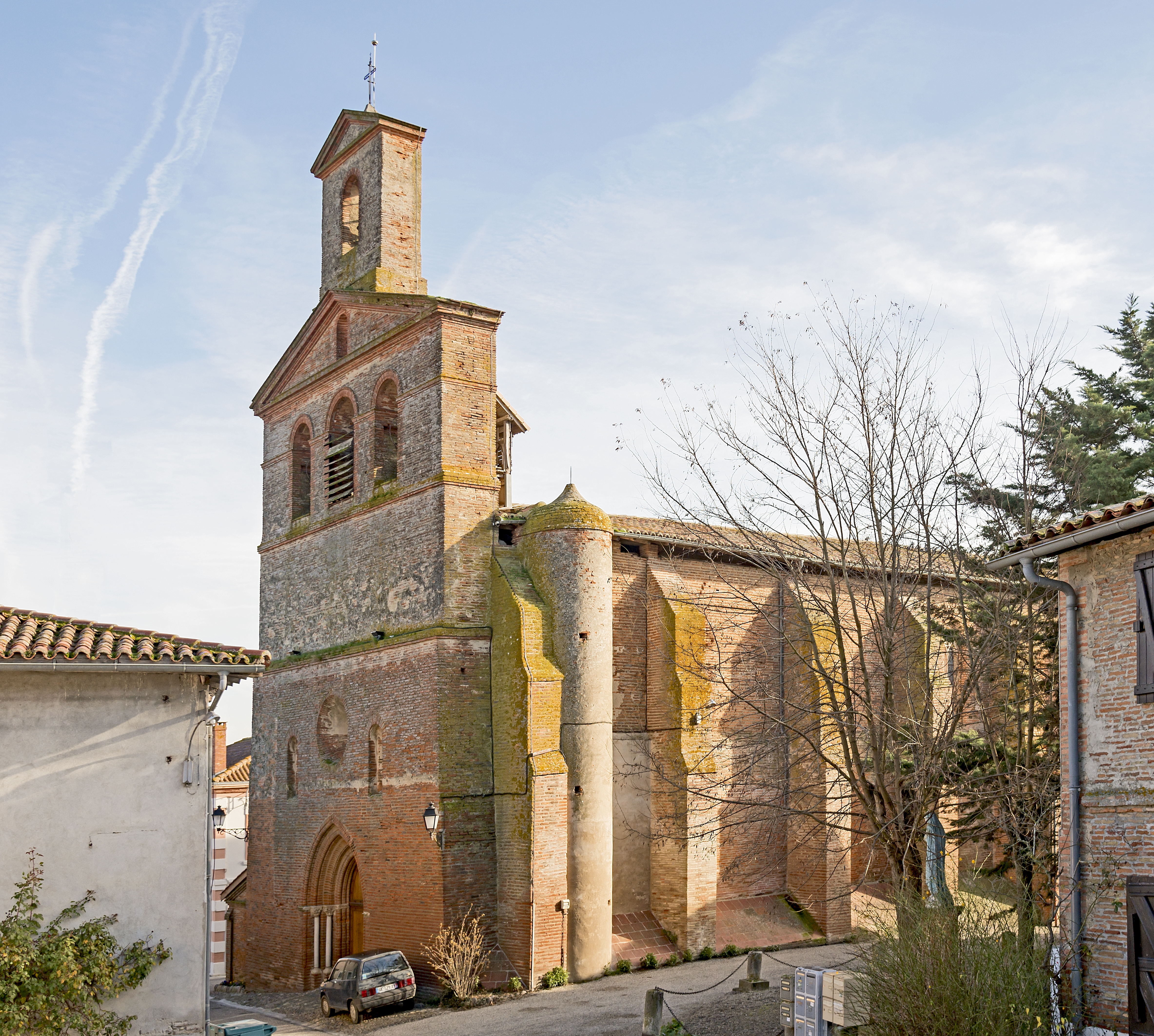
templom
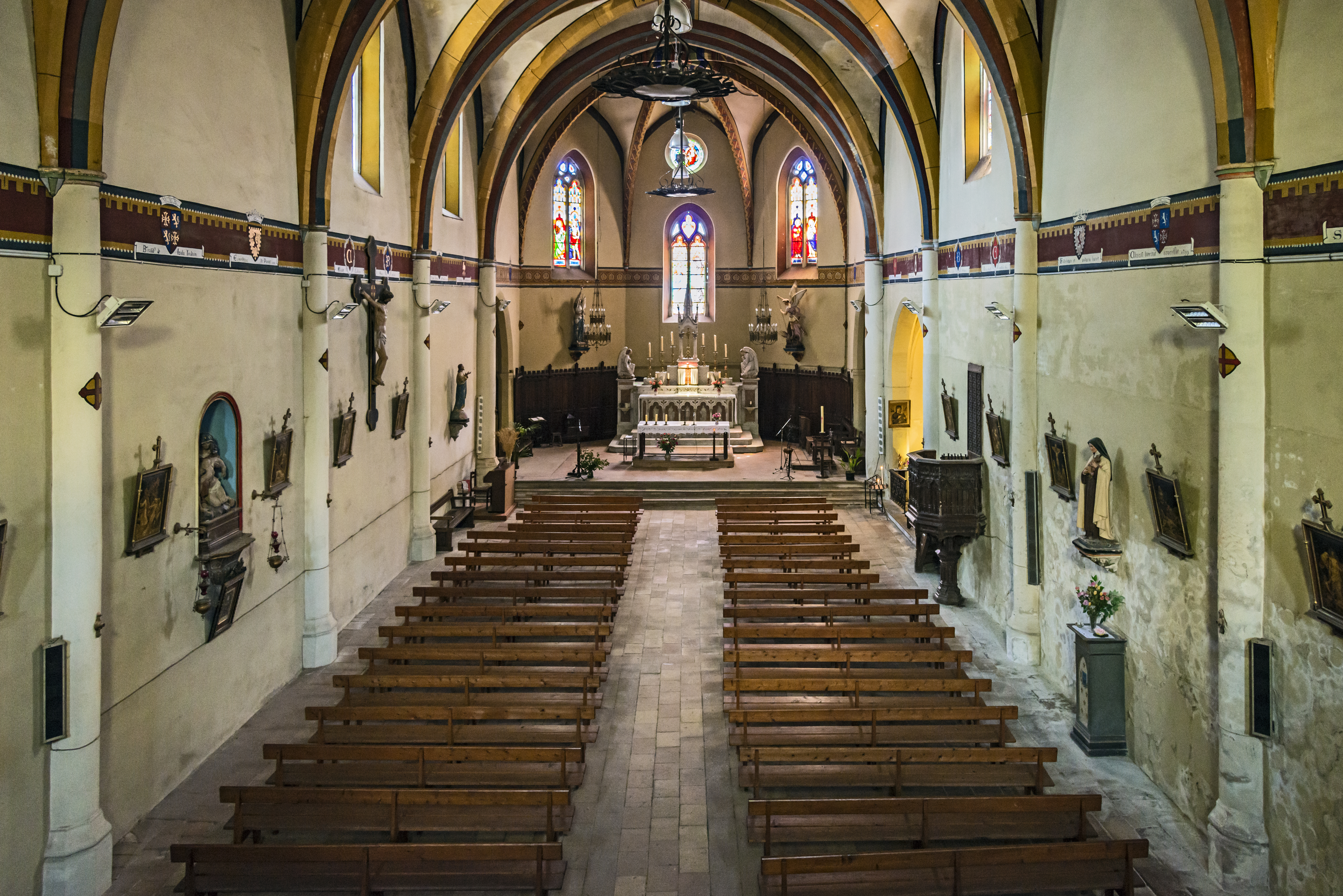
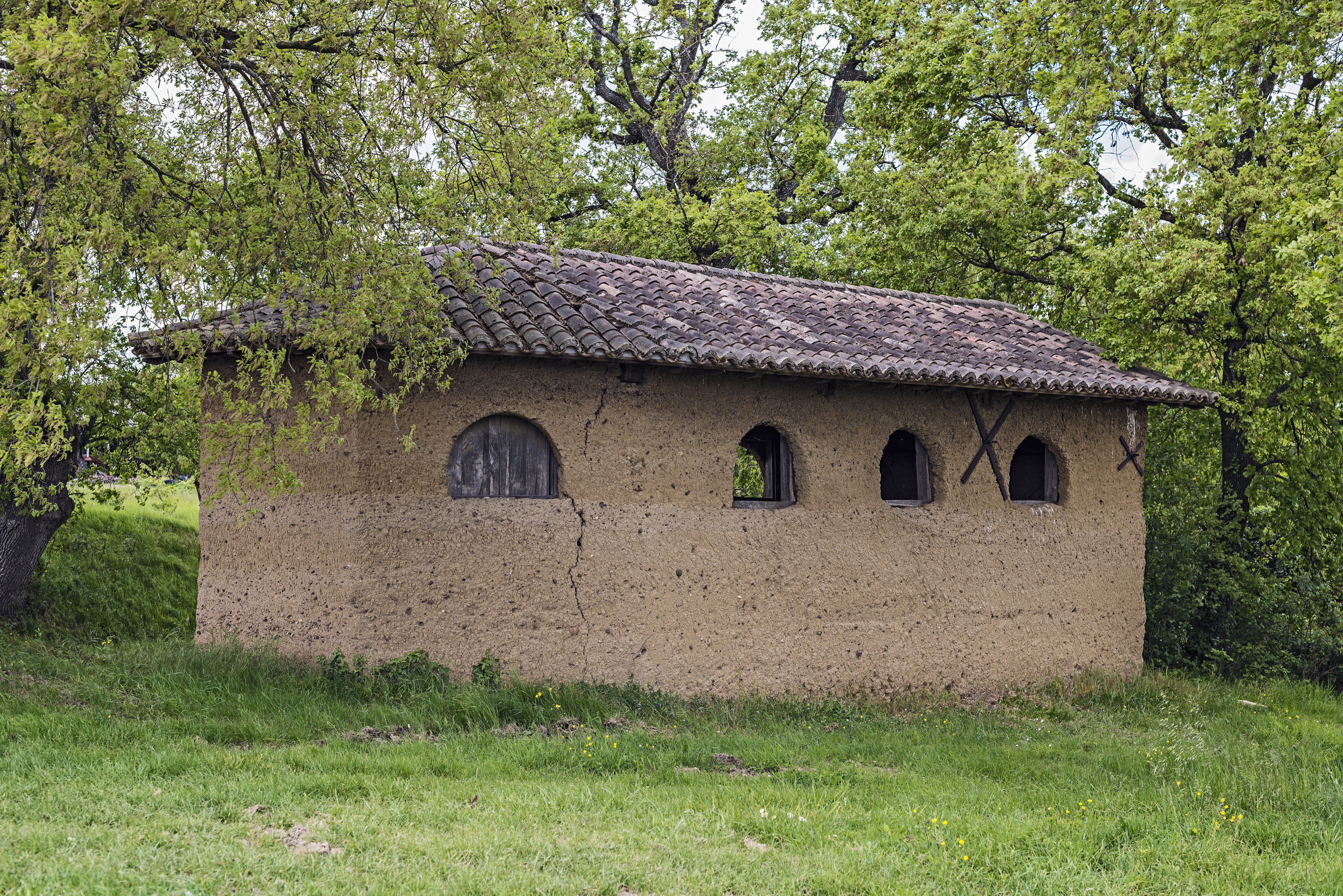
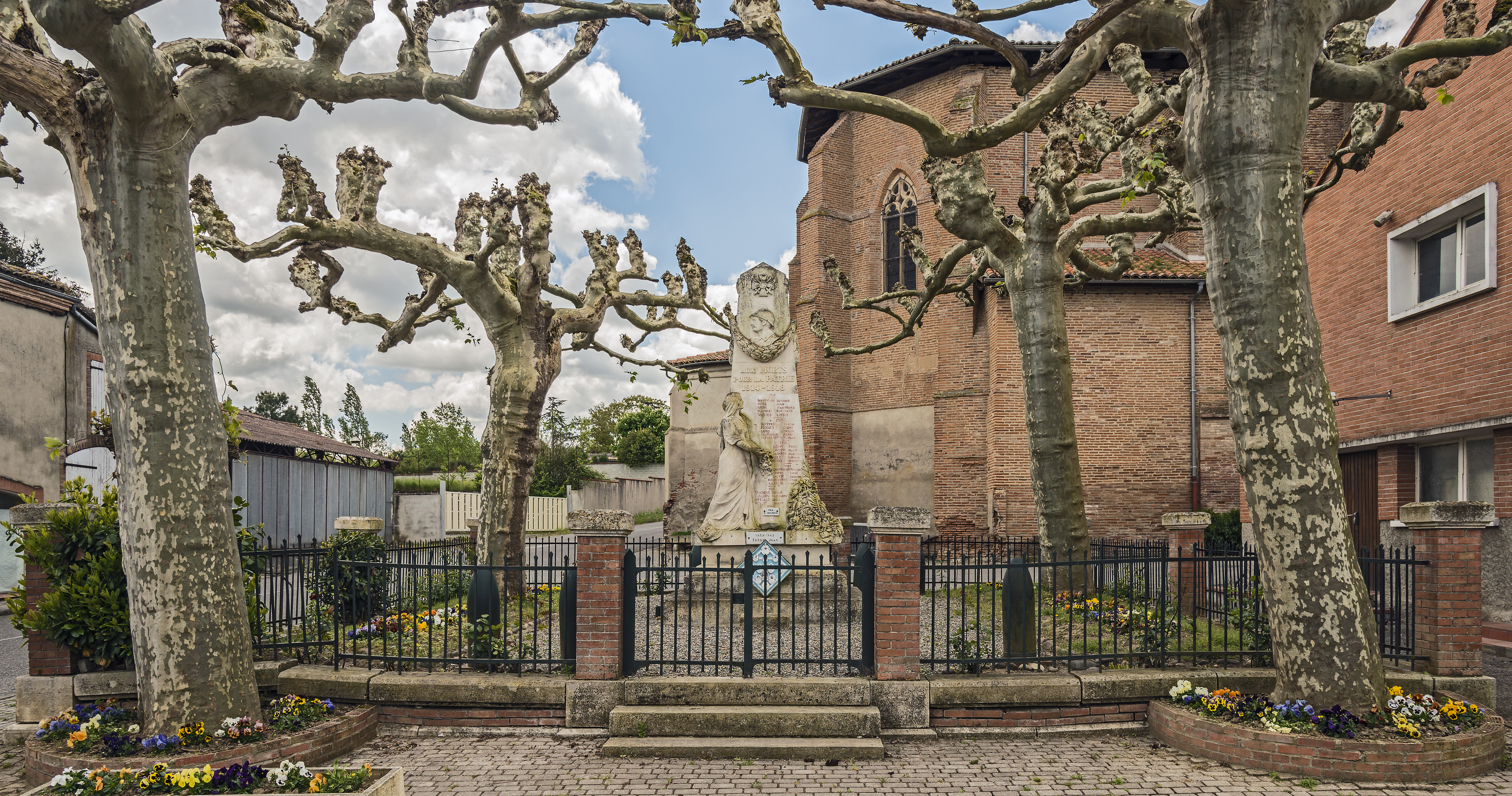
Háborús emlékmű